# نانپوینت
نانپوینت (به انگلیسی: Nonpoint) یک گروه متال آمریکایی است که از سال ۱۹۹۷ کار خود را شروع کرد. این گروه نه آلبوم رسمی و یک لایو آلبوم منتشر کرده است.

## اعضا
- الیاس سوریانو : خواننده اصلی  (۱۹۹۷ تا کنون)
- راب ریورا : درام  (۱۹۹۷ تا کنون)
- رشید توماس : گیتار، هم‌خوان  (۲۰۱۱ تا کنون)
- دیو لیزیو : گیتار  (۲۰۱۱ تا کنون)
- آدام والزشن : بیس  (۲۰۱۱ تا کنون)